# Ángel García
Ángel García Cabezali (ur. 3 lutego 1993 w Madrycie) – hiszpański piłkarz występujący na pozycji obrońcy w Wiśle Płock.

## Kariera klubowa
Grę w piłkę nożną rozpoczął w wieku 5 lat w klubie CSD Bonanza z rodzinnego Madrytu. Następnie trenował w Rozal de Madrid oraz akademii Realu Madryt, gdzie przeszedł przez 9 kolejnych kategorii młodzieżowych. W 2012 roku rozpoczął występy w Realu Madryt C (Segunda División B), gdzie grał przez 2 lata. Latem 2014 roku został zawodnikiem Realu Valladolid. Początkowo grał w zespole rezerw tego klubu, by w sezonie 2016/17 zostać włączonym do składu pierwszej drużyny, rywalizującej na poziomie Segunda División. W styczniu 2018 roku przeniósł się do Cultural y Deportiva Leonesa, podpisując dwuipółletni kontrakt. Po sezonie 2017/18 spadł z tym klubem do Segunda División B. Przed rozpoczęciem kolejnego sezonu, z powodu obowiązującego limitu graczy powyżej 23. roku życia, nie został zgłoszony do rozgrywek. W grudniu 2018 roku możliwość jego rejestracji z powodów proceduralnych odsunięto o kolejne 2 miesiące. W porozumieniu z zarządem Leonesy postanowił opuścić klub na pół roku, z zapewnieniem, iż po tym okresie będzie mógł powrócić do zespołu.
W styczniu 2019 roku, po odbyciu testów, został graczem Wisły Płock prowadzonej przez Kibu Vicuñę, z którą podpisał półroczną umowę. 10 lutego 2019 zadebiutował w Ekstraklasie w przegranym 0:1 meczu z Legią Warszawa. Po zakończeniu rundy wiosennej sezonu 2018/19, w której zaliczył 16 występów, przedłużył kontrakt o rok.